# Главное здание Мариинской больницы
Главное здание Мариинской больницы — памятник архитектуры. Расположен в Санкт-Петербурге, современный адрес дома — Литейный проспект, 56.

## История
В 1723 году на берегу Фонтанки по проекту М. Г. Земцова был построен для Анны Петровны (или для Екатерины Алексеевны) Итальянский дворец, к которому прилегал сад, длившийся до современной улицы Восстания. Позднее территория сада застраивалась, в том числе здесь было выбрано место для размещения больницы — местность не затапливалась во время наводнений, принадлежала императорской семье, значит, за неё не надо было платить городским властям, а деревья и воздух в саду были полезны для больных.
Больница для бедных была построена по предложению Марии Фёдоровны, ко дню рождения города и вследствие растущей смертности. Строительство шло в 1803—1805 годах, автором проекта был Д. Кваренги. Работы выполнялись «с таким расчётом, чтобы капитальные работы вчерне закончить в один строительный сезон». Перевод больницы из старого здания состоялся в августе 1805 года.
Больница занимает около 7 гектаров, её центральный и боковые корпуса обращены к Литейному проспекту. При планировке территории использована усадебная схема, центральный корпус отстоит далеко от красной линии. По границе парадного двора проходит чугунная ограда с двумя воротами по сторонам. Двухэтажные флигеля были предназначены для проживания работников больницы (штат 183 человека, включая подсобных рабочих), их с центральным корпусом связывают каменные дугообразные ограды.
Главный корпус по центру украшен стоящим на невысоком цоколе портиком с восемью колоннами ионического ордера, два пандуса ведут к подъезду. Над окнами на кронштейнах расположены сандрики.
Через всё здание проходит широкий коридор, по сторонам которого находятся палаты. В центральной части — вестибюль с плоским перекрытием на четырёх дорических колоннах и с украшенными пилястрами стенами и церковный зал с карнизом с сухариками. На верхней площадке главной лестницы стоят две коринфские колонны, перила — железные, с узором в виде пересекающихся стрельчатых арок. В полуподвальном этаже были кухни, бани и кладовые, в бельэтаже были смотровые и аптека, в верхних этажах, кроме палат, размещались кладовые и конференц-зал.
До 1836 года на территории больницы были расположены оранжереи, до 1850-х годов — огороды, доходившие до современной улицы Маяковского.
Здание неоднократно перестраивалось, в том числе по проекту Д. Квадри и П. С. Плавова.
В 1889 году ограда была выгнута внутрь территории, и на получившейся площадке была установлена статуя попечителя больницы П. Г. Ольденбургского на гранитном постаменте (скульптор И. Н. Шредер). В советское время (вероятно, осенью 1918 года — в начале 1919 года, или в 1930 году) статуя была утеряна, в 1935 году заменена на металлическую чашу со змеёй. Змея позднее (после 1970-х годов) была утрачена, чашу убрали в канун празднования трёхсотлетия Санкт-Петербурга. С 2007 года шёл сбор средств на восстановление статуи Ольденбургского, в августе 2023 года она вновь была открыта.

## Галерея

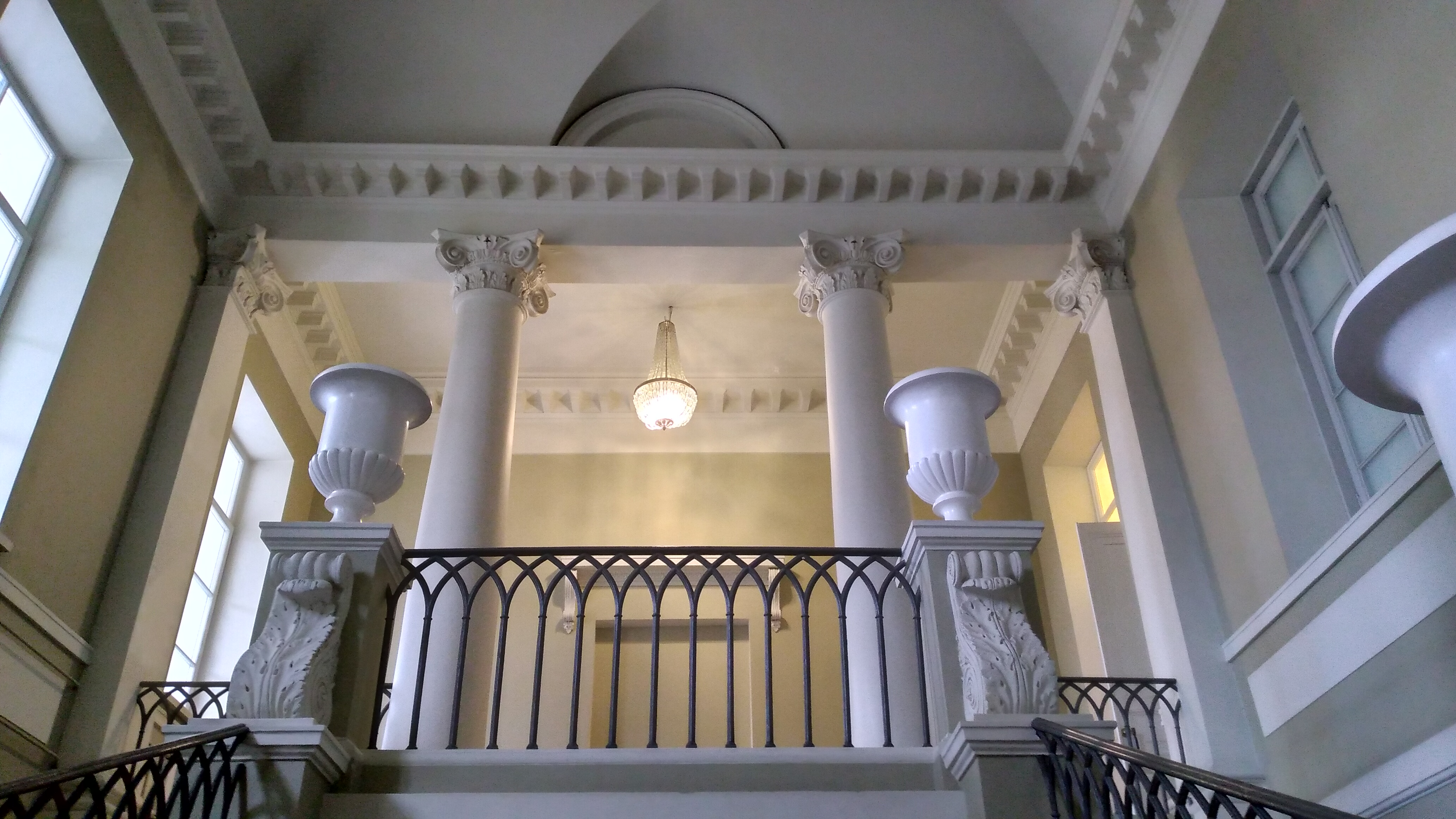
На верхней площадке главной лестницы стоят две коринфские колонны, перила — железные, с узором в виде пересекающихся стрельчатых арок
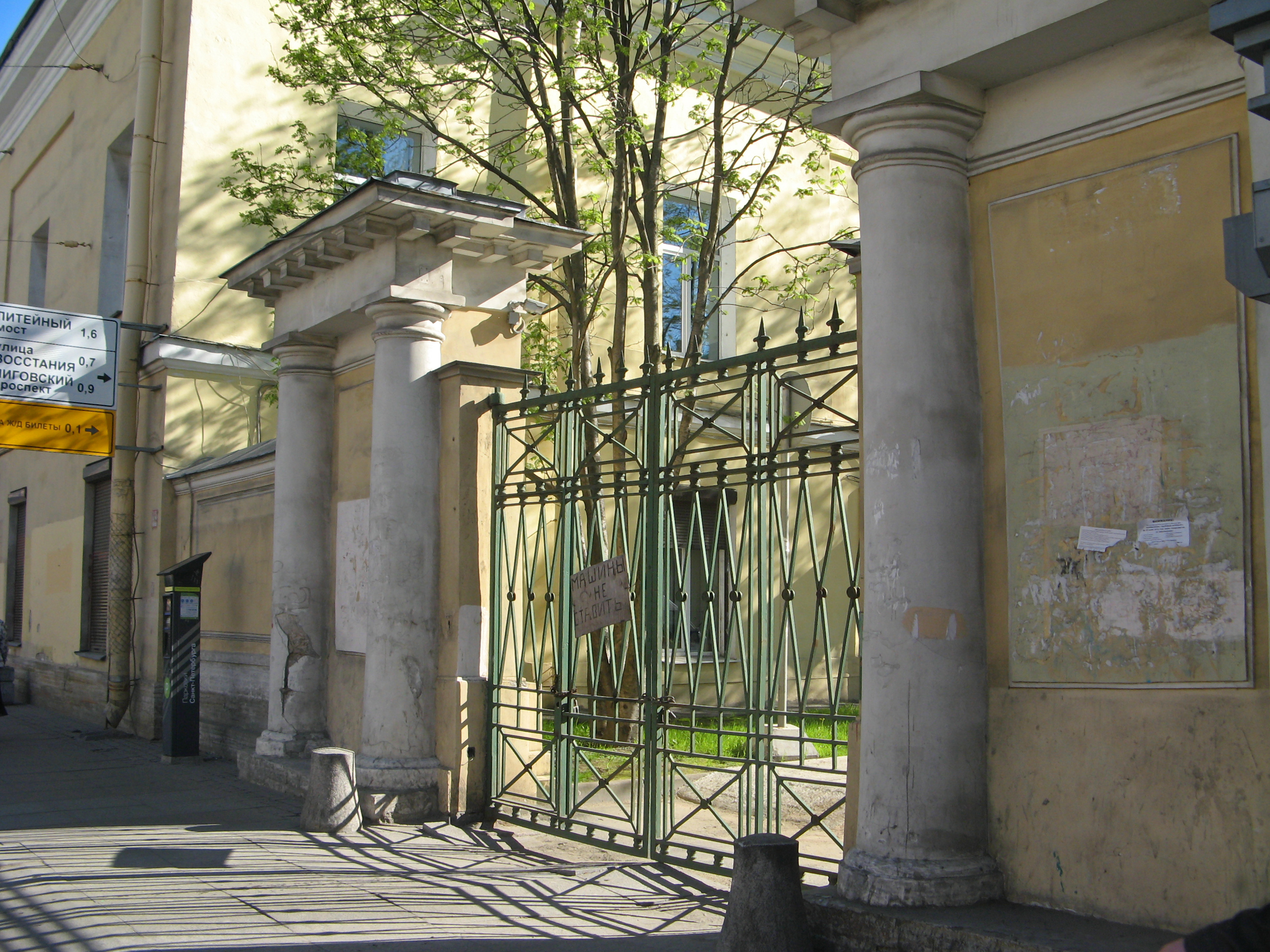
Ворота на территорию больницы
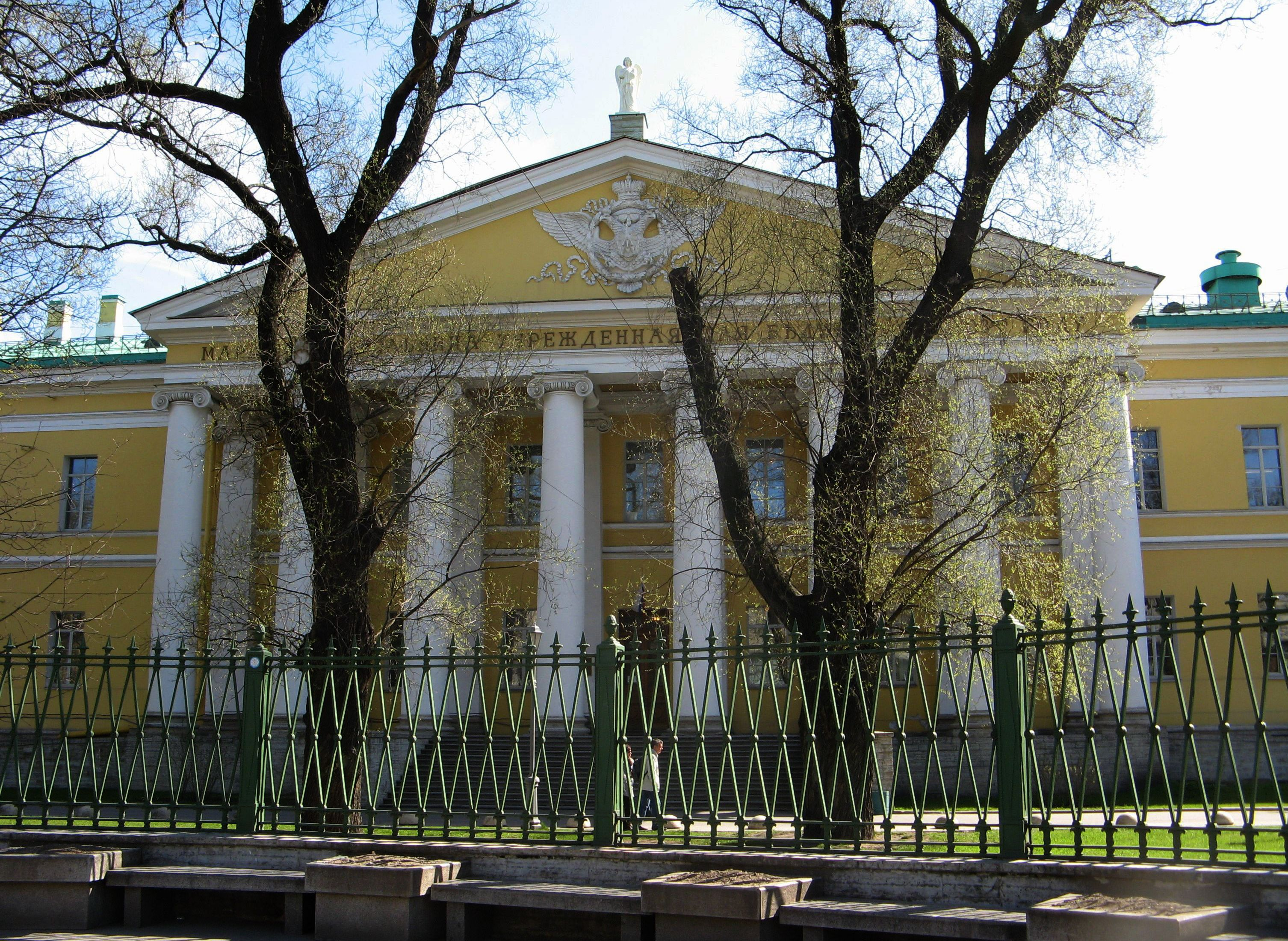
Центральный портик